# 費爾黑文 (康乃狄克州紐黑文)
費爾黑文（英語：Fair Haven）是位於美國康乃狄克州新哈芬縣的一個街區。該地的面積和人口皆未知。

## 地理
費爾黑文的座標為41°18′40″N 72°53′46″W / 41.31111°N 72.89611°W，而該地的平均海拔高度為9米（即30英尺）。